# Nuvola (théâtre)
Pour les articles homonymes, voir Nuvola.

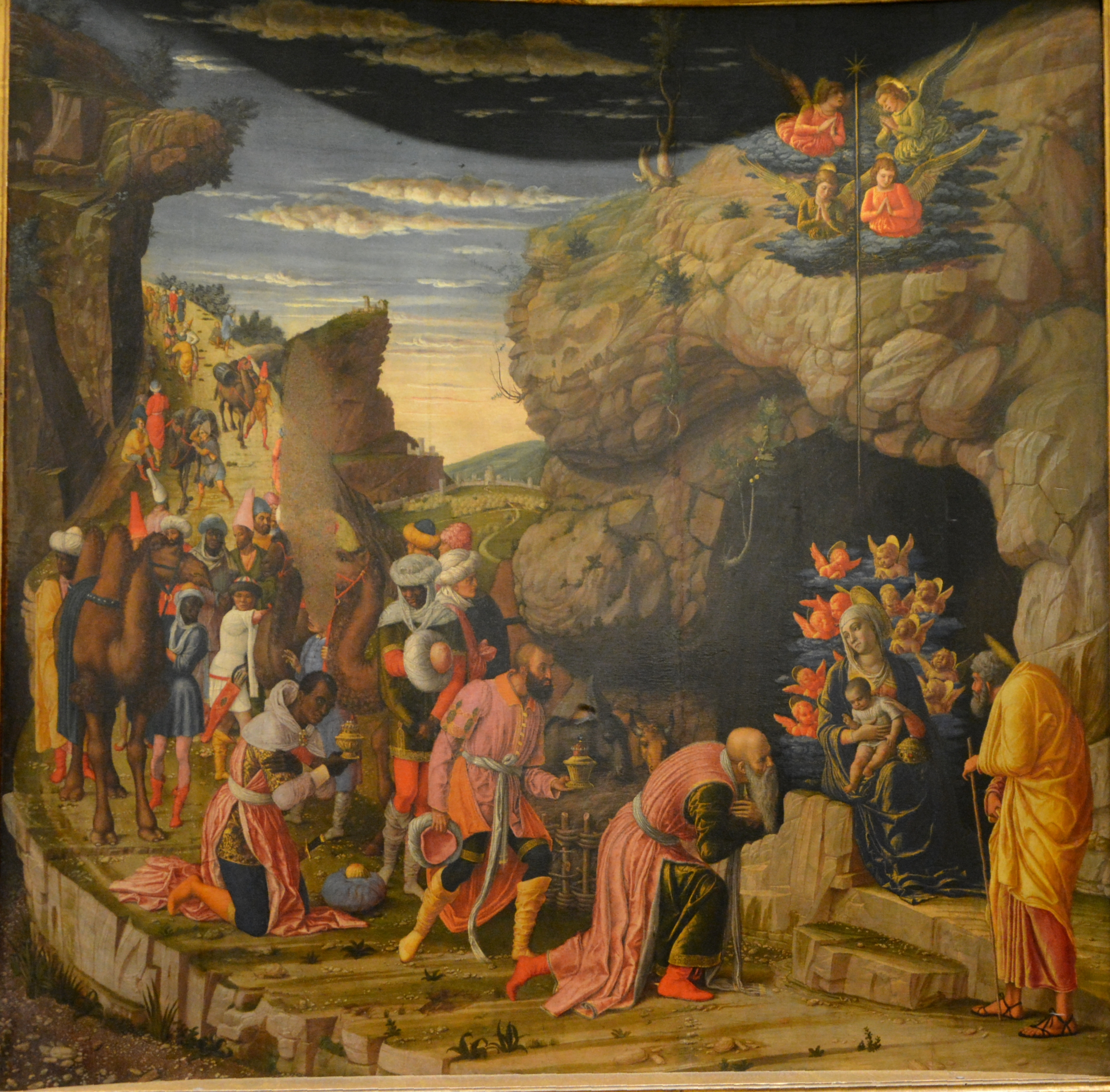
Andrea Mantegna, Adoration des mages, 1461, Florence.

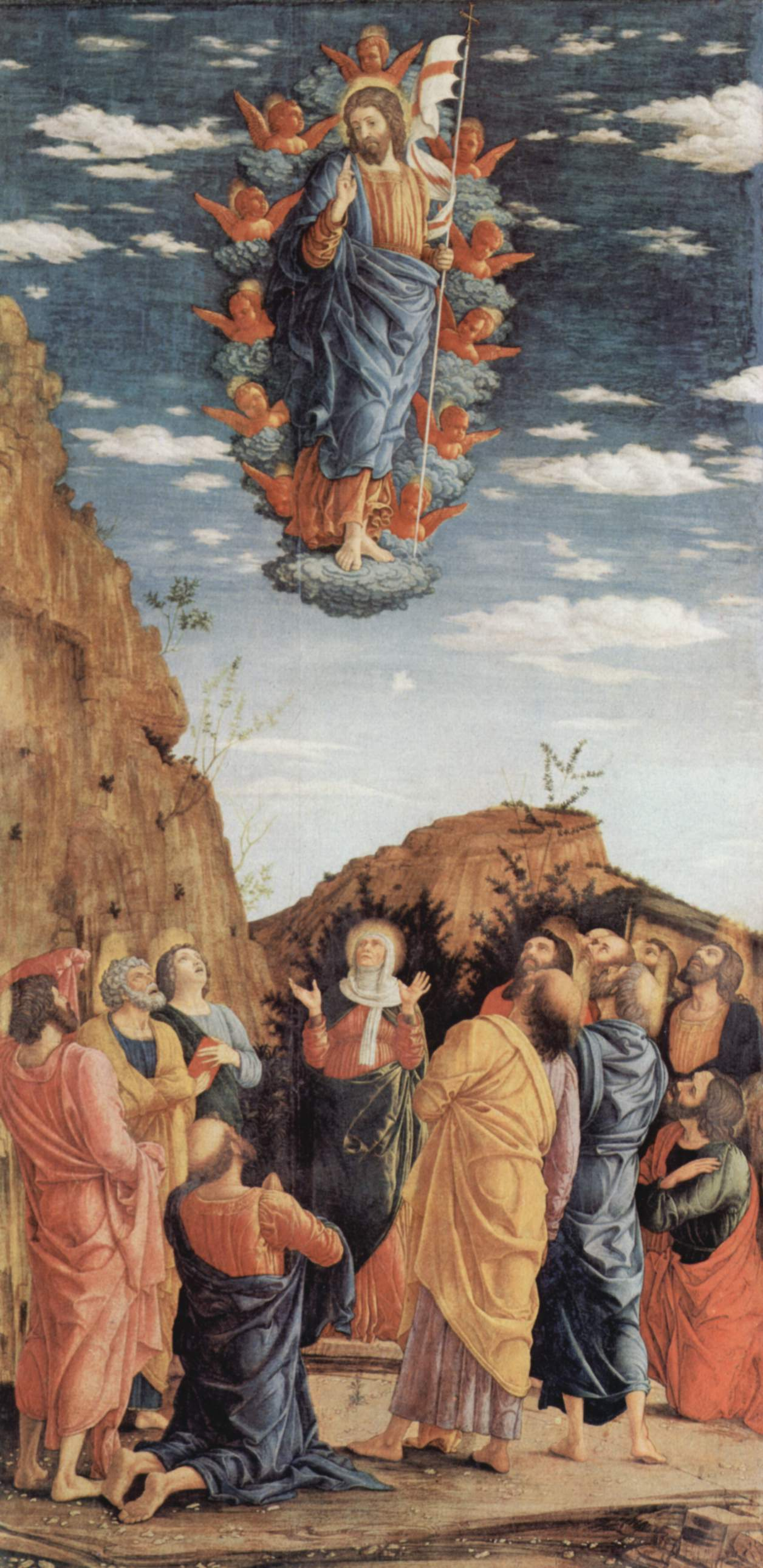
Andrea Mantegna, Ascension du Christ, 1461, Florence.

La nuvola (nuage, en italien) est un engin de théâtre couramment utilisé au Quattrocento, dans les spectacles de rues ou dans les spectacles paraliturgiques. Elle ressemble à une sorte de portemanteau devant lequel se tenait un figurant, qui présentait divers accessoires symboliques. On peut, grâce au Triptyque des Offices d'Andrea Mantegna, imaginer à quoi une nuvola pouvait ressembler : à la droite de L'Adoration des mages, une étoile et un quatuor d'anges dans une nuée de coton y font écho. Selon l'historien de l'art Hubert Damisch, L'Ascension du Christ du même peintre témoigne également de l'existence de ces accessoires, ce qui expliquerait la différence entre les nuages factices qui entourent le Christ et le traitement illusionniste des nuages au dernier plan : 
« [...] on remarquera combien les peintres se sont montrés respectueux de l'aspect matériel de l'accessoire du théâtre. Les rochers qui abritent les dragons d'Uccello sont rochers de carton, les nuées de Mantegna [...] ont l'aspect du bois et de la toile peinte, voire du coton qui recouvrait les membres des machines. Mantegna ne cherche aucunement à dissimuler l'emprunt du nuage au spectacle contemporain : bien mieux, la présence simultanée [...] de nuages atmosphériques et de nuées de théâtre signale explicitement l'opposition entre les deux valeurs d'emploi d'un élément où l'on doit peut-être reconnaître deux signes distincts, selon qu'il se réfère à un phénomène naturel ou à un objet culturel.  »
Selon Vasari, le peintre Cecca serait l'inventeur de la nuvola et d'autres engins de théâtre. 